# Cratere Dirichlet
Dirichlet è un cratere lunare di 47,24 km situato nella parte nord-orientale della faccia nascosta della Luna, non lontano dalla rima meridionale del cratere Henyey. A sud-sudovest si trova il cratere Tsander.
Ha forma circolare con lievi sporgenze verso l'esterno lungo il lato orientale. I lati delle pareti interne sono crollati e formano un anello di ghiaione lungo la base.
Il cratere è dedicato al matematico tedesco Peter Gustav Lejeune Dirichlet.   

## Crateri correlati
Alcuni crateri minori situati in prossimità di Dirichlet sono convenzionalmente identificati, sulle mappe lunari, attraverso una lettera associata al nome.
| Dirichlet | Coordinate             | Diametro (in km) |
| --------- | ---------------------- | ---------------- |
| E         | 11°32′24″N 148°26′24″W | 27,14            |